# Stoina
Stoina es una comuna ubicada en el distrito de Gorj, Rumania.

## Superficie
Cuenta con una superficie de 41,83 kilómetros cuadrados.

## Demografía
Hasta 2021 la población era de 2133 habitantes, con una densidad de población de 50,99 habitantes por kilómetro cuadrado.